# Ferrovia Rosenheim-Kufstein
La ferrovia Rosenheim-Kufstein (in tedesco Bahnstrecke Rosenheim–Kufstein) è un'importante tratta di 32 km a doppio binario delle Deutsche Bahn. Essa connette, nella stazione di Rosenheim, la linea Monaco di Baviera – Salisburgo con la Unterinntalbahn in Austria occidentale e tramite essa alla Ferrovia del Brennero (unendo Germania e Italia) e Germania e Svizzera attraverso la Ferrovia dell'Arlberg. La linea è parte del corridorio 1 Berlino–Palermo del Trans European Transport Networks (TEN-T). È a scartamento normale, ed elettrificata a 15 kV, corrente alternata monofase a 16,7 Hz.

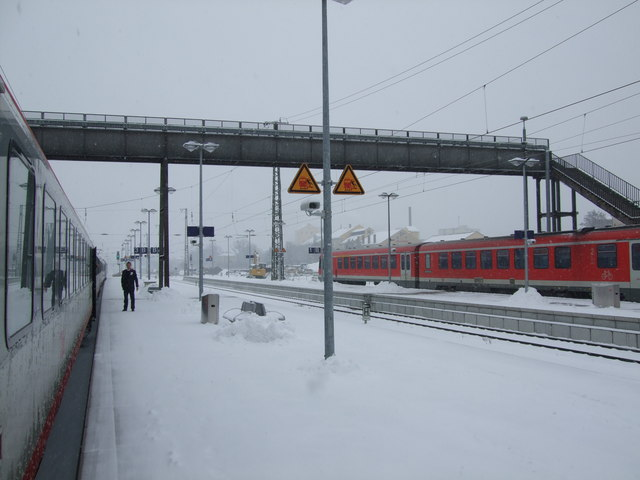
Treni alla stazione di Rosenheim

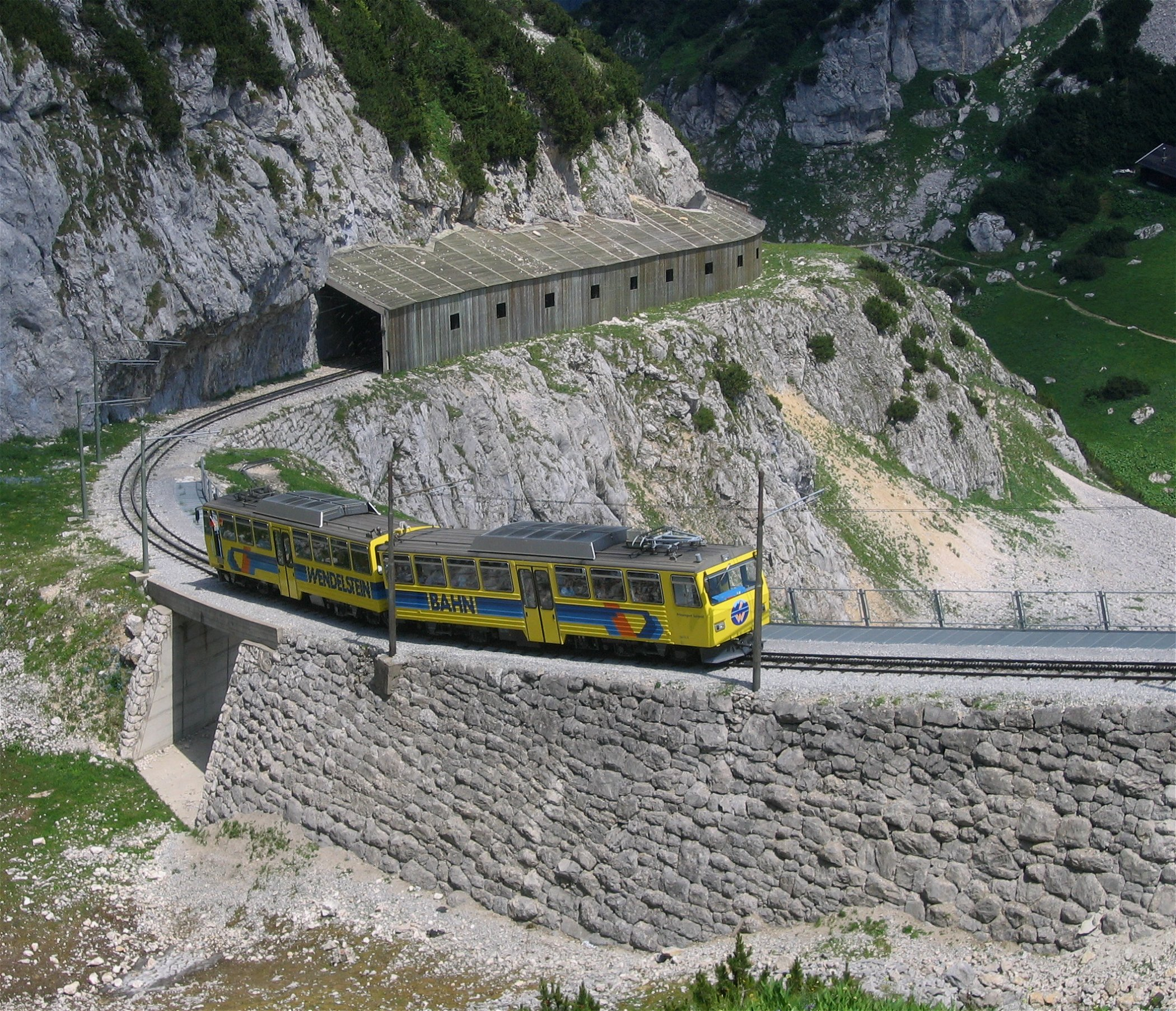
Treni della ferrovia del Wendelstein, Baviera

## Storia
La linea nacque in seguito ad un trattato tra Austria e Baviera stipulato il 21 giugno del 1851 per regolare l'accesso reciproco dei trasporti mediante ferrovie da costruire. Non esistendo al quel tempo ancora una linea diretta tra la capitale Vienna e il Tirolo venne stabilito che la Baviera avrebbe provveduto alla realizzazione di una linea tra Monaco e la frontiera in direzione di Salisburgo e da Rosenheim alla frontiera in direzione di Kufstein. L'Austria stabilì che da parte sua avrebbe connesso Salisburgo a Bruck an der Mur e Kufstein ad Innsbruck. La linea fu aperta al traffico il 5 agosto 1858.

## Percorso
La linea corre da Rosenheim in direzione sud immettendosi nella vallata del fiume Inn. Tra Kiefersfelden e Kufstein attraversa la frontiera con l'Austria. Dalla stazione di Raubling si dirama la linea a scartamento normale per Nicklheim; dalla stazione di Brannenburg fino al 1961 aveva origine la Wendelsteinbahn a scartamento ridotto (la linea esiste ancora ma parte dalla stazione di Waching, a 2 km dall'attuale stazione di Brannenburg). Poco prima della stazione di Rosenheim, vi è un binario di raccordo che collega questa linea con quella per Salisburgo, senza quindi dover effettuare il regresso alla stazione di Rosenheim.
| Straight track |

| Unknown route-map component "ABZg+l" |

| Unknown route-map component "ABZg+r" |

| Station on track |

| Unknown route-map component "ABZgl" |

| Unknown route-map component "ABZg+l" |

| Non-passenger station/depot on track |

| Stop on track |

| Station on track |

| Unknown route-map component "ABZgr" |

| Unknown route-map component "eBHF" |

| Stop on track |

| Non-passenger station/depot on track |

| Track change |

| Stop on track |

| Station on track |

| Restricted border on track |

| Underbridge |

| Station on track |

| Straight track |

## Progetti di sviluppo
In vista dell'apertura del traforo ferroviario di base del Brennero è previsto il quadruplicamento della linea per far fronte al prevedibile incremento di traffico.
Nei pressi di Niederaudorf, è prevista l'interconnessione con la futura variante che, abbandonata la ferrovia Monaco-Rosenheim poco prima della stazione di Grafing e dopo l'interconnessione di Ostermünchen, a nord-ovest della stazione di Rosenheim, si immetterà nella ferrovia Kufstein-Innsbruck presso la cittadina austriaca di Schaftenau, by-passando così la stazione di Kufstein. Il tracciato si svilupperà prevalentemente in galleria e sarà dedicato soprattutto ai treni merci.